# الصدى (مجلة)
الصدى هي صحيفة رياضية يومية تصدر في السودان. في أيلول 2011، علق مجلس الصحافة السوداني إصدار الصحيفة إلى جانب خمس صحف رياضية أخرى بسبب انتهاكها المزعوم لقانون الصحافة.